# فين غراف
فين غراف (بالنرويجية البوكمول: Finn Graff)‏ هو رسام توضيحي نرويجي، ولد في 25 ديسمبر 1938 في فانجر أوخه في ألمانيا.